# Daiki Kanei
Daiki Kanei (金井 大樹 Kanei Daiki?), född 8 december 1987 i Fukuoka prefektur, är en japansk fotbollsspelare.
Kanei började sin karriär 2010 i Japan Soccer College. Efter Japan Soccer College spelade han för Albirex Niigata, Kataller Toyama, Roasso Kumamoto och Oita Trinita. Han avslutade karriären 2016.